# Aurelian Townshend
Aurelian Townshend (* 1583 oder kurz davor; † nach 1649) war ein englischer Höfling, Dichter und Dramatiker, der zu den Cavalier poets gezählt wird.
Townshend war der Sohn von John Townshend aus Dereham Abbey in Norfolk. Ein Verwandter Roger Townshend (gestorben 1590) gehörte zu den reichsten Landbesitzern in Norfolk und hatte den Ruf eines Helden im Kampf gegen die spanische Armada. Aurelian Townshend wurde zuerst im Dezember 1583 in einem Testament erwähnt. Er war zeitweise Steward von Robert Cecil, ein Teil seiner Briefe an Cecil von 1601/02 ist unter dessen Nachlass erhalten. Cecil schickte ihn auch zur Ausbildung nach Europa. Townshend war früh am Hof wegen seiner Verse bekannt. 1608 begleitete er Edward Herbert, Lord Herbert of Cherbury (später britischer Botschafter in Frankreich), auf seiner Europa-Reise, wo er sich durch ausgezeichnete Sprachkenntnisse (Französisch, Spanisch, Italienisch) nützlich machte. Sie besuchten den Hof von Heinrich IV. und waren Gäste des Herzogs von Montmorency. Er heiratete 1622 oder davor die Witwe Anne Whyties und hatte mehrere Kinder (es gibt Taufeinträge von fünf Kindern 1622 bis 1632). Am Hof von Karl I. wurde er Gentleman of the Privy Chamber und ein Günstling von dessen Königin Henrietta Maria, die mit ihren Hofdamen in seinem Maskenspiel Tempe restored mitspielte. 1631 trat er die Nachfolge von Ben Jonson als Autor von Maskenspielen am Hof an, wobei er als Librettist der Inszenierungen des Architekten Inigo Jones diente. 1632 wurden seine Maskenspiele Albion´s Triumph und Tempe restored am Hof aufgeführt. Er wohnte in St. Giles Cripplegate nahe der Residenz von John Egerton, dem 1. Earl of Bridgewater.
Später verarmte er und seine Spur verliert sich Ende der 1640er Jahre. Es gibt eine Petition von 1643 an das Parlament, in der er Schutz vor Verfolgung durch einen Gläubiger sucht und als poor and pocky (arm und pockennarbig) beschrieben wird.
Er ist heute für einige seiner Gedichte bekannt, die auch Aufnahme in das Oxford Book of English Verse fanden. T. S. Eliot erinnerten seine Gedichte, die vielfach zu Lebzeiten auch vertont wurden, an ferne, erfreuende Klänge (faint, pleasing tinkle).
Seine Tochter Mary heiratete George Kirk, der Kammerjunker am Hof war, und deren Tochter Diana heiratete Aubrey de Vere, 20. Earl of Oxford.